# Huset Obrenović

Huset Obrenovićs vapensköld.

Huset Obrenović (serbisk kyrilliska: Обреновић) är ett kungahus i Serbien som regerade åren 1815-1842 och åter igen 1858-1903. Titlar huset innehade var kung (Краљ/Kralj) och prins (Кнез/Knez).

## Historik
Ätten har sitt ursprung i en bonde Obren i Brusnica på 1700-talet, vars son Milan Obrenović (död 1810) grundade ättens rikedom och vann en ansedd ställning i Serbien. När denne dog ärvdes hans rikedom och ställning av en halvbror till Milan, Miloš Obrenović. son till Obrens änka i ett andra gifte med en bonde från Dobrinje.
Miloš Obrenovićs linje utslocknade 1868, de senare regenterna härstammade från en helbror till Miloš, Jefrem (död 1856).

## Övermän för huset

### Regenter av Serbien
- Miloš Obrenović I (1815-1839), abdikerade.
- prins Milan Obrenović (1839), regerade i 13 dagar innan han dog.
- Mihajlo Obrenović III (1839-1842), störtades.
- Miloš Obrenović I (1858 - 1860), regerade tills han avled.
- Mihajlo Obrenović III (1860 - 1868), blev lönnmördad.
- Milan I av Serbien (1868-1889), regerade först som knez och efter 1882 som kung.
- Aleksandar I av Serbien (1889 - 1903), mördades.

Åren mellan Mihailo Obrenović och Miloš Obrenovićs andra regeringstid regerades Serbien av huset Karađorđević. Efter 1903, då Aleksandar I Obrenović mördades, regerades Serbien av huset Karađorđević.